# پارک یون-سون
پارک یون-سون (انگلیسی: Park Eun-sun) یک تکواندوکار اهل کره جنوبی است.
وی در مسابقات قهرمانی تکواندو جهان ۱۹۹۳ در شهر نیویورک، با شکست دادن اکاترینا باسی در بازی نهایی، مدال طلای دسته میان‌وزن را از آن خود کرد. وی در مسابقات تکواندو قهرمانی آسیا در سال ۱۹۹۶ موفق به کسب مدال طلا شد.